# Wilsonville (Oregon)
Wilsonville is een plaats (city) in de Amerikaanse staat Oregon, en valt bestuurlijk gezien onder Clackamas County en Washington County.

## Demografie
Bij de volkstelling in 2000 werd het aantal inwoners vastgesteld op 13.991. In 2006 is het aantal inwoners door het United States Census Bureau geschat op 16.533, een stijging van 2542 (18,2%).

## Geografie
Volgens het United States Census Bureau beslaat de plaats een oppervlakte van 17,9 km², waarvan 17,4 km² land en 0,5 km² water.

## Plaatsen in de nabije omgeving
De onderstaande figuur toont nabijgelegen plaatsen in een straal van 8 km rond Wilsonville.